# 千年女優
《千年女優》，是一部由MADHOUSE製作，今敏執導，於2002年9月14日在日本首映的動畫電影，以回憶、劇中劇的方式，講述了一名具傳奇色彩的女演員藤原千代子曲折的一生，除了保留虛幻和現實間的無縫連接外，同時還增添了許多视觉陷阱和時間感喪失等概念，標語為「那份爱就如疯了一般」。
《千年女優》的配音演員包括折笠富美子、小山茉美、飯塚昭三、小野坂昌也與莊司美代子，本片是今敏繼《藍色恐懼》（1997年）之後的第二部動畫電影作品。並早在2001年的幻想曲國際電影節進行首映，在上映後則獲得多數媒體的正面評論，後及提名多項以上日本國內外電影大獎，其中包含在第5屆日本新媒體動漫藝術節中與宫崎骏的《千与千寻》並列獲得動畫部門大獎。

## 劇情簡介
《千年女優》的劇情結構屬於一種戲中戲風格。以主角藤原千代子一生時緊時鬆的追夢，貫穿演藝人生；而她所演出的每一部電影，全都為其終生的追尋作註解。
著名的電影製片廠「銀映製片廠」因為破產而倒閉了，LOTUS工作室的導演立花源也導演為了替具有傳奇色彩的女演員藤原千代子拍攝紀錄片，於是與助手造訪她的住所。藤原千代子曾是相當知名的演員，後來卻在事業的巔峰時選擇引退，這讓立花源也感到困惑。
時過三十餘年，立花源也藉由與藤原千代子的對談慢慢進入她的內心世界。原來在藤原千代子的人生故事中，也有他的角色與感情，儘管其助手相當不以為然。

## 登場人物
藤原 千代子
配音：莊司美代子（老年）、小山茉美（成年）、折笠富美子（少女）
本片中心人物，是日本電影史上具有傳奇色彩的女演員。也是「銀映製片廠」的招牌女演員，出生於關東大地震當天，因此曾說過自己從出生開始跟地震少不了關係。
當還是學生時，與擁有鑰匙的畫家命運般的相遇，因此才加入了銀映，並夢想與他重聚。隨著出演了多部作品，她也成為紅極一時的影壇巨星，卻又在事業的巔峰時期息影。在拍攝最後一部電影發生地震時，曾被當時還是新人的立花源也拯救。
儘管在接下來的30年裡都沒有出現在公眾面前，但他還是應立花的要求接受了採訪。並在採訪中從立花手中獲得原本丟失的鑰匙，並和他聊起了過去的回憶。最終間接獲知擁有鑰匙的畫家死去的真相後逝世，享壽70歲。
立花 源也
配音：飯塚昭三（中年）、佐藤政道（年輕）
60歲，映像制作會社「VISUAL STUDIO LOTUS」的社長。年輕時曾擔任過銀映製片廠的其中一位工作人員之一，當銀映倒閉時，他計劃製作一部追蹤千代子半生的紀錄片，因而採訪她。更是她的忠實影迷。
實際保留了千代子所丟失的鑰匙，在年輕時期時，從老憲兵口中得知千代子所仰慕的那位畫家死於拷問，鑰匙在千代子拍攝最後一部電影時因地震的掉落後被他撿走，因此一直想將鑰匙親手交給千代子。
在千代子的幻想世界中，經常積極以協助千代子的角色加入劇情。
井田恭二
配音：小野坂昌也
28歲。映像制作會社「VISUAL STUDIO LOTUS」的的攝影師皆助理。說話時操著關西腔調。
認為千代子只不過是在過去成名的女演員。也是在千代子的幻想世界中唯一不入戲的人，但後來也被幻想世界發生的事件所吸引。
島尾詠子
配音：津田匠子
與千代子一起合作演出的女演員。曾與千代子共同出演了多部作品，並嫉妒她的青春和純真。
大滝諄一
配音：鈴置洋孝
電影導演，同時也是銀映専務的外甥。於戰後的50年代曾與千代子結婚。
美濃
配音：片岡富枝
於千代子退隱之後，在故居照顧千代子的婦人。
番頭
配音：石森達幸
任職於千代子家的僕人領頭。在千代子得知擁有鑰匙的那人在自家的藏身處被發現後以眼神示意千代子說擁有鑰匙的那人平安無事，然後快去火車站找他。
銀映専務
配音：德丸完
銀映製片廠的專務，看中了千代子的才華後就挖角進去。
千代子的母親
配音：京田尚子
起初不同意女兒千代子投入演藝圈的工作，後來在千代子遇到擁有鑰匙的那人、堅持決定加入銀映製片廠，然後去滿州國拍戲後就不再有意見。
擁有鑰匙的人
配音：山寺宏一
千代子在少女時期遇到的年輕人，社會運動人士。喜歡繪畫，曾說過在戰爭結束後想要回到故鄉北海道畫雪原風景的想法，唯一的信物是鑰匙。
由於遭到追殺，因此常在千代子的回憶裡面交錯出現，後從疤臉男口中證實已經在二戰時被拷問死亡，而當時已經失去鑰匙的千代子仍然還不知情。
疤臉男
配音：津嘉山正種
從一開始就以不同的身分來阻擋千代子與擁有鑰匙的那人相見的中年男子，其身分是憲兵，專門逮捕反戰份子。
最後以白髮蒼蒼的老人身分把書信交給當時時至中年的千代子，同時也向年輕的源也說出了關於擁有鑰匙的那人後來的真相。

## 製作
《千年女優》是由因前作《藍色恐懼》備受好評的今敏所導演的第二部電影，同時也是他的第一部原創作品，丸山正雄擔任本作的企劃，真木太郎則擔任製片人。
在發表《藍色恐懼》後，作為筒井康隆粉絲的今敏計劃下部電影製作，便是改編過去非常喜歡、筒井康隆在1993年發表的小說《盜夢偵探》。但因為《藍色恐懼》的發行公司雷克斯娛樂（Rex Entertainment）破產，使得這個製作想法被迫拖延；與此同時，些許失意的今敏仍希望下部作品的主題，繼續探索想像與現實的交界，因此轉向製作原創的動畫電影。而《千年女優》企劃的展開起源於真木太郎的話，他在看過之前的作品後，決定製作「讓我們製作一部像騙局一樣的電影」。劇本則是從「曾經被吹捧為著名女演員的老太婆本該講述她的故事，但她的記憶卻和她過去所飾演的各種角色混雜在一起，變成了一段波瀾万丈的故事。」該較為粗略的情節隨後則定為《千年女優》的原案，也是在這個階段確定構成電影開頭和結尾的構圖，原先該情節的最後一個場景最後則被保留，並應用在完成的電影中。今敏隨後則與編劇村井貞之和製片人一同構想更詳細的情節與角色設定。
1999年，今敏開始投入下部電影的創作，並在2000年時製作完成。本作品是以以手繪為主的傳統動畫所製作，大部分是根據今敏的整體構圖設計為基礎而繪製出來，最初的預算為1.3億日元，最終製作成本為1億日元，是日本劇場動畫作品中最低的動畫。負責《千年女優》動畫製作的員工總數約250人，其中20名主要工作人員與前作幾乎相同，只有部份人員職位發生了變化。在《藍色恐懼》中，角色設計是江口壽史，作畫監督則為濱洲英喜，但在《千年女優》中，曾在《藍色恐懼》擔任原畫一職的本田雄則被任命為角色設計和作畫監督。這是歸因作畫監督是需負責執行統一在繪圖的品質控制，是個非常重要且繁重的角色，另外角色設計往會因認定“萌系角色風格”而被大眾所不齒，因此為了防止動畫電影只迎合於特定粉絲的情況，必需有「畫面優雅而不突兀」的風格作爲電影的主題。而本田之所以被選中，不僅是他在動畫界具有才華，同時其對於電影的想法也與今敏預期的目標符合。劇中部分角色設計則是由本田處理，其中劇中千代子的海報正是由本田所繪製。
在《千年女優》製作過程中，今敏還首次邀請了他十分喜歡的作曲家平澤進參與音樂製作。後來平澤進持續參與今敏的後續作品，成為今敏的固定音樂製作人

### 概念構思
在《千年女優》企劃階段時，就被今敏定位成需和之前的《藍色恐懼》一樣，是融合幻想和現實間反覆變換，以作為主要元素的電影。然而在本片中則被應用成敘述技巧，而非電影主題。對於今敏來說，《藍色恐懼》和《千年女優》這兩部作品就像一枚硬幣的兩面。一部聚焦在人性的消極與黑暗一面，另一部關注的是積極與光輝的一面。《藍色恐懼》描繪了虛構與現實之間的界限逐漸模糊，並採用虛構與現實相結合的手法，來表達主人公動盪不安的內心世界藉以迷惑觀眾。而《千年女優》從一開始就將虛構與現實無縫連接，並展現人物在虛構與現實間自由來回穿梭的冒險之旅，將電影的類型變化從心理和懸疑帶到詭譎幽默的故事。《千年女優》的目標是通過將虛構和現實混合到無法區分它們的地步而呈現。
藤原千代子的一生從頭到尾貫穿了《千年女優》，並表現在場景、角色與視覺風格的快速變換中。除了千代子之外，許多曾出現在他回憶的人也都交織在一起，今敏將這幅電影的主軸比喻成“從非人臉聚成一張臉”。對於這部作品的概念則是以謊言堆積以揭示真相，在背景構成上，藤原千代子這個角色多少暗喻著日本電影黃金時期最著名的代表人物原節子，她於1940年代至1960年代相當活躍，而且也同樣突然宣佈退出影壇。今敏在接受訪問時承認受到原節子的影響，同時也參考了高峰秀子，但他也堅持藤原千代子是一個普通的人類角色。
在電影中，一些場景以日本浮世繪版畫來呈現，其中部分借鏡的電影能夠讓人聯想到黑澤明的電影（特別是《蜘蛛巢城》），今敏承認的確是受到《蜘蛛巢城》的影響，但是也說大部分並未受到其他特定的影響。出現在電影中劇中劇的部分元素，也參考了滿洲映畫協會的電影、《地獄門》、小津安二郎的電影、戰後活劇系列電影、《哥吉拉》、《妖星哥拉斯》等科幻故事。

## 評價
| 媒體           | 累積評分 |
| -------------- | -------- |
| AllMovie       | [ 17 ]   |
| Metacritic     | 7.0 / 10 |
| MUBI           | 8.1/10   |
| 爛番茄         | 93 / 100 |
| 網路電影資料庫 | 7.8 / 10 |

《千年女優》普遍得到相當正面的評價，在爛番茄得到93%的正面評價。並名列在網路電影資料庫的史上最佳50大動畫中，而且獲得7.9的分數。洛杉磯時報的影評人肯尼思·圖蘭（Kenneth Turan）說這部電影「表達對於個人及集體潛意識的反思，《千年女優》這樣迷人的風格在過去並不常見」。芝加哥論壇報的凱文·M·威廉斯給予《千年女優》4顆星的評價，並評論道：「這部電影是電影藝術的展現，它是日本現代動畫中最好的作品......它是一部動畫，但也具有人性，而且將會觸碰任何深愛別人的人的靈魂。」
2004年2月，《千年女優》被列為「10部必備動畫」之一，認為該電影「象徵著動畫的新成熟以及日本動畫發展40年以來技術成就。並終於投入到一個情感豐富的故事中。2014年，《千年女優》與《藍色恐懼》、《東京教父》均被英國著名電影雜誌《Total Film》評為75部最佳動畫電影。2022年4月，《Paste (magazine)》評選前100名不限年份的最佳日本動畫電影，《千年女優》排名第17名。2022年5月，《漫畫書資源網》列出「令人驚嘆但少有人談論的優秀日本動畫電影」排行榜，《千年女優》排名第7名。本片還在爛蕃茄2023年3月發表「根據爛番茄評論家評比，100部不限時間的最佳日本動畫電影」排行榜名列第15名，同時是今敏在該站評分最高的作品。
在台灣，此片曾在公共電視台播放。並於2021年1月15日由普威爾國際發行下上映本作的數位修復版。
今敏與《千年女優》被收錄在曾主持Podcast節目「吉卜力圖書館」（Ghibliotheque）、撰寫《吉卜力電影完全指南》的廣播人兼作家麥可．里德（英語：Michael Leader）和製片兼作家傑克．康寧漢（英語：Jake Cunningham）著作的《日本經典動畫指南》（英語：The Ghibliotheque Anime Movie Guide: The Essential Guide to Japanese Animated Cinema），做為介紹日本動畫歷史80年期間30名位導演與30部經典動畫的案例。

### 票房
《千年女優》於2003年9月12日在美國上映，由夢工廠旗下的藝術機構和外國電影出版公司Go Fish Pictures發行，但只在美國有限度的上映（僅有6家戲院），在3個禮拜中的票房為37,285美元。這部動畫幾乎只在紐約與洛杉磯上映，並只有非常少數的廣告公開播放。
後則由劇場動畫發行公司十一藝獲得北美版權，並於2019年8月13日以日文版本，和同年8月19日以全新的英文配音版本重新發行了該電影。

## 獎項
《千年女優》後來和《東京教父》同時入圍2003年第76屆奧斯卡金像獎的奧斯卡最佳動畫片獎第一輪角逐名單，但並沒有獲選至最終入圍名單。
| 日期   | 國別   | 獎項/活動/頒獎單位   | 類別                                                        | 獲獎或入圍者 | 結果                        | 來源   |
| ------ | ------ | -------------------- | ----------------------------------------------------------- | ------------ | --------------------------- | ------ |
| 2001年 | 日本   | 日本新媒體動漫藝術節 | 動畫部門大賞                                                | 《千年女優》 | 獲獎 （與《神隱少女》並列） | [ 36 ] |
| 2001年 | 加拿大 | 幻想曲國際電影節     | 最優秀動漫作品賞與藝術革新賞                                | 《千年女優》 | 獲獎                        |        |
| 2001年 | 西班牙 | 錫切斯電影節         | 最優秀動畫電影作品賞                                        | 《千年女優》 | 獲獎                        |        |
| 2002年 | 日本   | 每日電影獎           | 大藤信郎賞                                                  | 《千年女優》 | 獲獎                        |        |
| 2002年 | 美國   | 安妮獎               | 最佳動畫成就獎 最佳動畫導演獎 最佳動畫配音獎 最佳動畫編劇獎 | 《千年女優》 | 提名                        |        |
| 2003年 | 日本   | 東京國際影展         | 劇情電影部門最優秀作品賞                                    | 《千年女優》 | 獲獎                        |        |
| 2003年 | 美國   | 在线影评人协会       | 最佳動畫獎                                                  | 《千年女優》 | 提名                        |        |
| 2003年 | 日本   | 動畫神戶獎           | 作品賞・劇場部門                                            | 《千年女優》 | 獲獎                        |        |
| 2004年 | 美國   | 衛星獎               | 最佳動畫獎                                                  | 《千年女優》 | 提名                        |        |

## 製作群
- 原案・編劇・人物設定・導演：今敏
- 編劇：村井貞之
- 演出：松尾衡
- 人物設定・作畫監督：本田雄
- 作畫監督：井上俊之、濱洲英喜、小西賢一、古屋勝悟
- 美術監督：池信孝
- 攝影監督：白井久男
- 音響監督：三間雅文
- 音樂：平澤進
- 動畫製作：MADHOUSE
- 發行：KLOCK WORX
- 製作：角川書店・WOWOW・KLOCK WORX・萬代影視・GENCO

## 配音
- 藤原千代子（70歲）：莊司美代子
- 藤原千代子（20～40歲）：小山茉美
- 藤原千代子（10～20歲）：折笠富美子
- 立花源也：飯塚昭三
- 立花源也（青年期）：佐藤政道
- 井田恭二：小野坂昌也
- 島尾詠子：津田匠子
- 大滝諄一：鈴置洋孝
- 美濃：片岡富枝
- 番頭：石森達幸
- 銀映専務：德丸完（日语：徳丸完）
- 千代子的母：京田尚子
- 擁有鑰匙的人：山寺宏一
- 疤脸男：津嘉山正種（日语：津嘉山正種）
- 其他：小形滿、麻生智久（日语：麻生智久）、遊佐浩二、肥後誠（日语：肥後マコト）、坂口候一（日语：坂口候一）、志村知幸（日语：志村知幸）、木村亞希子、佐伯智、野島裕史、淺野琉璃、大中寬子、園部好德（日语：園部好徳）、大黑優美子（日语：大黒優美子）

## 主題歌
『ロタティオン［LOTUS-2］』
作詞・作曲・編曲：平澤進

## 外部連結
- 互联网电影数据库（IMDb）上《千年女優》的资料（英文）
- 《千年女優》 的中文介紹網站
- （日語）千年女優 在Animax的官方網站
- （英文）千年女優官方網站
- Chiyoko, the Millennium Actress（页面存档备份，存于）
- Millennium Actress at Keyframe - the Animation Resource
- AllMovie上《Millennium Actress》的资料（英文）
- . 日本電影資料庫.   [2007-07-21]. （原始内容存档于2012-10-10）.